# 榎苑
榎苑（日語：榎その，1927年6月12日—），日本漫畫家。

## 經歷
東京都出身，共立女子藥專畢業，二戰後師從杉浦幸雄。1991年以榮獲第20屆日本漫畫家協會賞之評選委員特別賞。
2002年與其他17位漫畫家發起我的八月十五日之會。